# Graafschap Auxerre
Het graafschap Auxerre was een tot Frankrijk behorend graafschap in de omgeving van Auxerre.
De oorsprong van het graafschap gaat terug op een Romeinse civitas. In 843 gaf koning Karel de Kale het graafschap aan zijn oom Koenraad uit het geslacht der Welfen. Zijn gelijknamige zoon moest het graafschap afstaan aan Robert de Dappere (865-867). In 888 viel het graafschap aan Richard Justitiarius en werd het een belangrijk onderdeel van het eerste hertogdom Bourgondië. Koning Rudolf van Bourgondië resideerde in Auxerre.
Hugo de Grote maakte zich meester van het graafschap en beleende zijn jongere zonen Otto en Odo-Hendrik, de latere hertogen van Bourgondië. Na de dood van Odo-Hendrik in 1002 stelde graaf Landricus van Nevers zich in bezit van het graafschap. Hij deed dit in samenwerking met Otto-Willem, de graaf van Mâcon, die een tegenstander was van koning Robert II van Frankrijk en zich meester wilde maken van het hertogdom Bourgondië. Landricus verdreef bisschop Hugo van Auxerre en oefende zelf het bestuur in het bisdom uit. In 1006 gaf koning Robert II zijn dochter ten huwelijk aan Landricus en bevestigde hem in het bezit van het graafschap Auxerre. Desalniettemin wist de bisschop belangrijke rechten, vooral in het westelijk deel van het graafschap te behouden.
Het grafelijk huis slaagde erin, ondanks een tijdelijke bezetting van het graafschap door hertog Robert I van Bourgondië, de graafschappen Auxerre, Nevers en Tonnerre te verenigen. Willem I en Willem II behoorden tot de grote leenmannen van het koninkrijk Frankrijk.
Na 1181 kwamen de graafschappen door huwelijken in het bezit van Peter II van Courtenay, Hervé IV van Donzy, Guy de Forez en Odo van Bourgondië. De personele unie van de drie graafschappen eindigde in 1267. Ten gevolge van het huwelijk van Adelheid, de dochter van Odo met Jan van Chalon-Rochefort.
Lodewijk I van Chalon-Tonnerre verkocht het graafschap in 1371 aan Frankrijk.
Hertog Filips de Goede van Bourgondië wist het graafschap in bezit te krijgen rond 1450. Toen het hertogdom in 1477 door Frankrijk werd ingelijfd, bleef het graafschap verbonden met het hertogdom Bourgondië.